# Batalla de Pavía (271)
La batalla de Pavía fue un enfrentamiento militar librado entre las legiones del Imperio romano y una fuerza invasora de tribus germánicas en el año 271, finalizando con la completa victoria de las primeras.

## Antecedentes
En 270 el emperador Marco Aurelio Valerio Claudio acababa de vencer una gran invasión de godos, carpos, hérulos, gépidos y bastarnos, pero los generales del Imperio de Palmira,  Saba y Timágenes, conquistaron Egipto. Entre tanto, el monarca estaba visitando su natal Dalmacia, premiando a los jinetes locales, cuyas unidades habían sido claves en su victoria.
Fue entonces cuando se enteró de que los bárbaros atacaron Creta y Chipre, pero la peste y las tropas romanas los habían derrotado. El emperador, tras dejar las tropas de los Balcanes a su magister equitum Lucio Domicio Aureliano para que enfrentara a los hérulos y godos que se agrupaban en los montes Balcanes para saquear Tracia, fue a su cuartel general de Sirmio, donde falleció debido a la misma peste que afectaba a sus soldados.
Claudio había dejado una guarnición en Aquilea a cargo de su hermano Marco Aurelio Claudio Quintilo, quien tenía órdenes de ayudar a Aureliano. Fue proclamado por el Senado como nuevo emperador por ser considerado un hombre justo y competente. Sin embargo, a los 17 días o pocos meses de reinado fue asesinado o se suicidó porque se sabía sin apoyos, ya que el general Aureliano fue proclamado sucesor de Claudio por unánime decisión de las legiones. Inmediatamente, el nuevo monarca se apoderó de las minas de Siscia para comprar la lealtad de sus soldados.
Aprovechando el caos, varias partidas bárbaras se lanzaron al ataque, como los «suevos y sármatas», según la Historia Augusta, o los «escitas», según Zósimo, sin embargo, las fuentes se refieren a la misma operación militar y solamente nombran de forma distinta al enemigo, al que historiadores modernos identifican como asdingos y yázigas. Los bárbaros cruzaron el Danubio cerca de Aquincum para atacar Recia o Pannonia, mientras Aureliano se trasladaba de Roma a Aquilea y organizaba a su ejército a la vez que ordenaba una política de tierra arrasada para negarles todo suministro a los invasores y atrincherarse en las ciudades. Al saber que el ejército imperial se aproximaba los bárbaros intentaron retirarse por Panonia pero fueron interceptados y vencidos por la caballería dálmata. Los sobrevivientes cruzaron el río y acordaron la paz, entregando 2.000 jinetes para servir como auxiliares en el ejército imperial.

## Batalla
Poco después, algo similar sucedió con unos invasores que habían atacado la zona de Mediolanum. No existe acuerdo sobre la identidad de estos atacantes. Cada fuente los nombra de forma diferente porque los nombres que los grecorromanos daban a las tribus bárbaras solían superponerse, independiente si eran grupos étnicos distintos o no. Vopisco se refiere a ellos como marcomanos, Zósimo como «alamanes y sus vecinos» y Dexipo como jutungos pero los autores modernos consideran que eran los mismos. Algunos autores han pensado que podría tratarse de distintas campañas, pero la opinión más aceptada actualmente es que fue una sola.

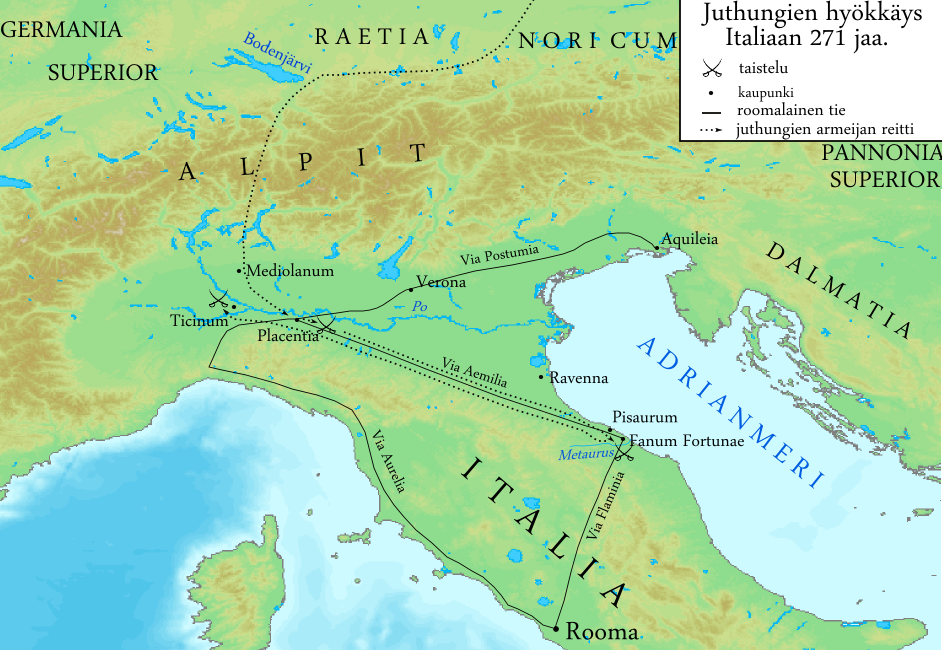
Mapa de la invasión bárbara de 271.

El emperador volvió a Italia, dejando una «adecuada» guarnición en Panonia, y en el camino de vuelta, a orillas del Danubio derrotó una partida de bárbaros, matando a miles de ellos. Su ejército de campaña, el mismo que el de su predecesor, ha sido estimado por el historiador británico John White en unos 30.000 soldados aproximadamente. Reunió todas sus fuerzas cerca de Placentia y ofreció tierras a los bárbaros para que se instalaran, pero al anochecer los germanos lo atacaron desde un bosque cercano, infringiéndole tal derrota que casi se condenó al imperio. Estas incursiones generaron terror y revueltas en Roma, así que sus líderes consultaron los libros sibilinos a petición de Aureliano. Se hicieron ceremonias para purificar la ciudad y conseguir el favor divino en la batalla.
Aureliano no se amilanó, reconcentró sus fuerzas, siguió la estela de devastación que dejaba el enemigo a medida que avanzaba por la Vía Emilia, cruzaba los Apeninos hacia la costa adriática y saqueaba las indefensas villas de Pisaurum y Fanum Fortunae. Luego empezaron a seguir la Vía Flaminia para atacar la Italia central y la propia Roma. Se sabe que el emperador consiguió vencerlos en Fanum y a orillas del río Metauro. Los bárbaros fueron inmovilizados con el río a sus espaldas y a medida que su línea retrocedió muchos acabaron en sus aguas y se ahogaron.
Tras esto los germanos ofrecieron negociar pero intentaron hacerlo desde una posición de fuerza porque sabían que todavía conservaban parte importante de su tropa, puesto que, según Dexipo, los jutungos podían movilizar en tiempos de Aureliano 40.000 jinetes y 80.000 infantes, cifra sin duda exagerada, pero, dado que Aureliano seguía preocupado por aniquilarlos, demuestra que seguían siendo una amenaza temible.
Sin embargo, los bárbaros no se quedaron quietos, se reagruparon y volvieron a la lucha, pero decidieron no continuar su avance y empezaron a retroceder por la Vía Emilia y Aureliano los siguió esperando el momento para atacar. Deseaba una victoria decisiva que limpiara su reputación tras el fiasco inicial y recuperar el botín tomado por los invasores. En la planicie cercana a Ticinum se dio el combate donde los bárbaros fueron destrozados, salvándose sólo pequeños grupos de sobrevivientes que fueron eliminados uno por uno al poco tiempo.

## Consecuencias
Tras la victoria el emperador recibió el título de Germanicus Maximus y se preocupó de construir un nuevo sistema de murallas para la capital, las murallas aurelianas.
La amplia movilidad de los ejércitos bárbaros influenciaría las reformas militares romanas durante la siguiente centuria. Al no servir a un Estado, eran más impredecibles en sus objetivos, el tamaño y organización de sus huestes variaba constantemente y a los romanos sólo les quedaba rastrear sus partidas de saqueo y discernir cuáles eran los más peligrosos en cada momento.

### Antiguas
- Corpus Inscriptionum Latinarum. Volumen IX Inscriptiones Calabriae, Apuliae, Samnii, Sabinorum, Piceni Latinae, editado en latín por Theodor Mommsen, 1883, Berlín.
- Aurelio Víctor. Epítome acerca de los Césares. Digitalizado en Roman Emperors Archivado el 8 de noviembre de 2020 en Wayback Machine.. Basado en traducción latín-inglés por Thomas M. Banchich, Canisius College Translated Texts, Núm. 1, Búfalo: Canisius College, 2009.
- Dexipo. Escíticas (fragmentos). En Fragmenta historicorum graecorum, tomo III, edición y traducción griego antiguo-latín por Karl Otfried Müller & Theodorus Müller, París: A. Firmin Didot, 1849.
- Flavio Vopisco. La vida de Aureliano en Historia Augusta. Digitalizado por UChicago. Basado en traducción latín-inglés por David Magie, 1932, Cambridge: Harvard University Press, Volumen III de Loeb Classical Library.
- Trebelio Polión. Divino Claudio en Historia Augusta. Digitalizado por UChicago. Basado en traducción latín-inglés por David Magie, 1932, Cambridge: Harvard University Press, Volumen III de Loeb Classical Library.
- Zonaras. Epítome de historia. Libro 12. Digitalizado en Books Google.. Basado en traducción griego antiguo-inglés por Thomas M. Banchich & Eugene N. Lane, introducción por T. M. Banchich, Routledge, 2009. ISBN 9781134424733.
- Zósimo. Nueva Historia. Libro 1. Digitalizado en Google Books. Basada en traducción griego antiguo-inglés por Ronald T. Ridley, Leiden & Boston: BRILL, 2017, ISBN 9789004344587. Véase también digitalización por Tertullian. Traducción griego antiguo-inglés por autor anónimo, preparado por J. Davis, Londres: W. Green & T. Chaplin, 1814. Véase versión en español basada en introducción, traducción griego antiguo-español y notas por José María Candau Morón, colaboración de Carlos García Gual y José A. Ochoa Anadón, Madrid: Editorial Gredos, 1992.

### Modernas
- Alföldi, A. (1950). “Über die Juthungeneinfälle unter Aurelian”. Bulletin de l'Institut Archiologique Bulgare. Núm. 16, pp. 21-24.
- Goffart, Walter A. (1980). Barbarians and Romans, A.D. 418-584: The Techniques of Accommodation. Princeton University Press. ISBN 9780691102313.
- Saunders, R. T. (1992). “Aurelian'Two Juthungian Wars”. Historia. Núm. 41, pp. 311-327.
- Southern, Patricia (2015). The Roman Empire from Severus to Constantine. Routledge. ISBN 9781317496946.
- Watson, Alaric (2004). Aurelian and the Third Century. Routledge. ISBN 0-415-10057-7.
- White, John F. (2005). Restorer of the World: The Roman Emperor Aurelian. Spellmount. ISBN 9781862272507.